# Carl Justus Fedeler
Carl Justus Fedeler (7. november 1837 i Bremen - 18. Marts 1897 i Bremerhaven) var en i Bremerhaven aktiv maler af skibsmotiver og illustrator af trægraveringer. Han var søn af en anden marinemaler, Carl Justus Harmen Fedeler. 
Han underskrev oftest sine malerier "C. Fedeler".
Carl Justus Fedeler sejlede i sine yngre år selv som sømand og blev ellers oplært som maler i sin faders atelier. Efter faderens død i 1858 tog han i 1860 ophold i Bremerhaven, hvor han som selvlært videreudviklede sit maleri. I 1858 begyndte han at levere træsnit med motiver af skibe og havne til kunstmagasiner og andre publikationer, såsom Leipzig Illustrierte Zeitung . Fra 1866 blev hans oliemalerier gengivet i form af postkort og som souvenirs, der bl.a. blev brugt af samlere. 

## Samlinger
Carl Justus Fedelers værker indgår i samlingerne på 
- Skibsfartmuseet (Schiffahrtsmuseum der oldenburgischen Unterweserseum), Brake,
- Focke-Museum, Bremen
- Deutsches Schiffahrtsmuseum, Bremerhaven
- Hamburger Kunsthalle, Hamburg,

## Eksterne links
- Wikimedia Commons har flere filer relateret til Carl Justus Fedeler